# Le Savoyard et la Marmotte
Le Savoyard et la Marmotte ou La Marmotte est une peinture à l'huile sur toile réalisée en 1716 par l'artiste rococo français Antoine Watteau (1684-1721). Elle met en scène un musicien/conteur itinérant savoyard, représenté avec sa clarinette et sa marmotte dressée. Le tableau faisait partie de la collection de Catherine la Grande, avant d'être transféré au musée de l'Ermitage à Saint-Pétersbourg.

## Description
Les Savoyards étaient connus pour utiliser les animaux lors de spectacles itinérants et de foires locales, les ayant entraînés à « dire la fortune » en tirant des prédictions sur les cartes d'un chapeau. Lied des Marmottenbuben de Goethe et Les Deux Petits Savoyards de Nicolas Dalayrac en témoignent. On dit que le tableau représente la dissociation et la solitude du Savoyard : la Savoie était une région pauvre et les émigrés étaient souvent des parias marginaux des terres d'où ils décampaient. Plus tôt, en 1715, Watteau avait dessiné une femme savoyarde plus âgée avec sa marmotte en boîte dans  Savoyarde debout avec une boîte à marmotte, avant d'élargir la profondeur de la représentation avec cette œuvre.